# Hilel
Hilel (hebrejski: הלל) je židovsko ime, koje su nosili brojni značajni Židovi. Ovaj članak posvećen je najstarijem i najvažnijem među njima. Za pregled ostalih pogledajte članak Hillel na engleskoj wikipediji. Postoji i zaklada "Hillel Society". (U engleskoj transkripciji piše se s dva L.)

Rabin Hilel (oko 70. pr. Kr. - oko 10. pr. Kr.), jedan je od najvažnijih židovskih učitelja (rabina) u povijesti
Da bi se razlikovao od kasnijih značajnih rabina istog imena, ponekad ga nazivaju "Hilel stariji" ili "Hilel Babilonac". Pripadao je stranci farizeja i bio osnivač jedne od dvije najznačajnije rabinske škole (Beit Hilel, "Kuća Hilelova"). Bio je na čelu kolegija učenjaka, koji su u doba vlasti Heroda Velikog sebe smatrali jedinim legitimnim sinedrijem. U Talmudu je najčešće citirani židovski mudrac. 
Tumači Zakon u produhovljenom smislu, ističući kao njegovu suštinu maksime iz Levitskog zakonika (3. knjige Mojsijeve): Ljubi bližnjega svoga kao samoga sebe i Što ne želiš da drugi učini tebi, ne čini ni ti drugome. 
Svojim djelovanjem presudno je utjecao na novo utemeljenje židovske vjere u vrijeme rimske vlasti. To je omogućilo preživljavanje židovstva nakon uništenja Hrama u Jeruzalemu 70. g., te konačnog raseljavanja preostalih Židova iz Palestine 135. g.

## Despocija Heroda Velikog i aktivnost farizeja
Kada je kralj Herod godine 37. pr. Kr. preuzeo vlast, pobio je ili protjerao gotovo sve članove Sinedrija. Dvojica pošteđenih, Šamaja i Abtaljon, ipak su odbili položiti zakletvu poslušnosti novome kralju. Okupljaju oko sebe kolegij učenjaka (pismoznanaca, pripadnika stranke farizeja. Oni proučavaju i tumače ne samo Toru, nego i usmeni Nauk. Zalaze među narod i podučavaju ga, nastojeći istaći i sačuvati suštinu židovske vjere nasuprot snažnom pritisku i privlačnosti dinamične helenske kulture (koji traje već tri stoljeća) i političke moći Rima (od 63. pr. Kr.).
U tim se nastojanjima farizejski rabini suprotstavljaju kraljevskom dvoru i stranci saduceja, koji se zadovoljavaju formalnim obdržavanjem obreda u Hramu i prilagođavaju se helenizmu i Rimu. Nasuprot Kraljevskom Vijeću, koje je zasnovao Herod kao svoje oruđe, ti učenjaci sebe smatraju jedinim pravim sinedrijem. Bore se za preuzimanje vodstva židovskog naroda na kulturnom i religijskom polju, ograničavajući se u politici na pasivni otpor, za razliku od političkih radikala koji će kasnije dobiti ime zeloti.

## Kriza farizejskih rabina i Hilelov odgovor
Nakon smrti Šamaje i Abtaljona, kolegij farizejskih rabina zapao je u krizu. Uzrok su bili ne samo snažni vanjski pritisci, nego, vjerojatno i više, unutarnji raskoli, do kojih dolazi do različitih intepretacija Zakona. Do izražaja dolaze dva snažna proturječja u njihovoj strategiji. 
Prvo, težnja da se sačuva čistoća Nauka dolazi u sukob s očitom nužnosti prilagođavanja promijenjenim okolnostima. Pri tome se nužno javljaju vrlo različite ideje i sklonosti, koje neminovmo često dolaze u međusoban sukob. Takvi će sukobi ostati osobina židovstva i sljedećih 2000 godina. Rabinu Hilelu pripisuje se glavna zasluga što je u kritičnom trenutku položio nove temelje židovskoj vjeri, koji su je učinili istovremeno čvrstom i fleksibilnom u svim iskušenjima kroz koje je židovski narod prolazio. 
Drugo, pojavljuje se suprotnost između osobne gordosti pismoznanaca na vlastito znanje i ispravnost, koje često vodi do prezira prema neobrazovanom puku (neobrazovanost znači i nepravednost, griješnost, jer se ne poznaju Zakoni koji reguliraju život pobožnog Židova), i pretenzije da se narodu nametnu kao vođe u situaciji kada nemaju iza sebe nikakvu institucionalnu moć. 
To može voditi i do licemjerja: uvjerenja da im je zbog njihovog nadmoćnog znanja dozvoljeno ono, što drugima zabranjuju. Tu im je osobinu oko pola stoljeća kasnije, kao predstavnik prostoga puka, po evanđeljima, žestoko zamjerao rabin Ješua iz Nazareta. Zaziv  »Jao vama, pismoznanci i farizeji! Licemjeri!«, koji se više puta ponavlja u 23. poglavlju Evanđelja po Mateju, pripisuje tu osobinu svim farizejima. Rabin Hilel, međutim, postavio je temelje za prevazilaženje te slabosti, i to ističući kao temelj vjere ona ista načela ljubavi i (ne)činjenja koja će zastupati i Ješua (Isus Krist). 

## Hilelova pojava
U trenutku krize nakon smrti dvojice vođa, Hilel pokazuje svoju nadmoć u tumačenju Zakona pred ostalima. Preuzima vodstvo Sinedrija s titulom Nasi (knez), kao i vodstvo stranke farizeja. Svojim širokim duhom, prijaznom osobnošću i optimalnim kombiniranjem štovanja tradicije i prilagodbi povjesnim promjenama, on provodi radikalnu reformu i ponovo utjelovljuje Nauk. Hilel »učenje i život farizeja razvije do najvećeg savršenstva i započne novu epohu u povijesti židovstva.« (Keller, str. 36) U Talmudu ga se uspoređuje s Ezrom, koji je četiri stoljeća ranije, kada je Nauk bijaše zaboravljen, došao iz Babilona i ponovo ga uspostavio. Hilel je također došao iz Babilona i ponovo utemeljio Nauk.
O njegovom porijeklu malo se zna. Ništa se ne zna o njegovom porijeklu, pa ni ime njegovog oca. Kasnija tradicija pripisala mu je porijeklo iz loze kralja Davida.
U midraškoj zbirci Sifre razdoblja Hilelovog života prikazuju se paralelno sa životom Mojsijač Obojica su doživjela 120 godina. U dobi od 40 godina Hilel je došao u Judeju; četrdeset je godina proveo u proučavanju i posljednjih četrdeset bio je duhovni vođa Izraela. Ta je biografija naravno umjetno konstruirana, ali smatra se istinitim da je u Jeruzalem došao u zrelim godinama i da je doživio duboku starost. Razdoblje aktivnosti od 40 godina je možda povijesno zasnova. Kako je ono započelo oko sto godina prije razaranja Jeruzalema, moglo je pokrivati razdoblje između 30. pr. Kr. i 10. n.e.
O njegovoj predanosti učenju govori sljedeća priča: U svojoj četrdesetoj godini dođe Hilel iz Babilonije, kako bi naukovao (…) kod školskih poglavara Šamaje i Abtaljona. Bijaše siromah i zarađivaše svoj kruz kao vodonoša. Njegova dnevna zarada bijaše jedan tarpi. Od toga polovinud avaše vrataru učilišta, a od druge polovine hraniše on sebe i svoju obitelj. Jednom nije bio ništa zaradio, te ga vratar ne propusti. Tada se on pope na nadstrešnicu i sjede na prozor s rešetkama, kako bi iz usta Šamajinih i Abtaljonovih čuo riječi Svevišnjega. Bijaše to u predvečerje jednog sabata, kada je nježilo, a kad zajutriše Šamaja reče Abtaljonu: "Brate moj! Inače je svakog dana učilište osvijetljeno, no danas je mračno. Ili je možda maglovit dan?" Kada pogledaše u vis, ugledaše na prozoru neki ljudski lik. Popeše se sluge gore i ugledaše smrznuta čovjeka, prekrivena tri lakta debelim snijegom. Oslobodiše ga hladna pokrova, okupaše ga, i namazaše, te ga ugrijaše uz vatru. Svi govorahu: "Ovaj je vrijedan toga da se zbog njega prekrši sabat." (prema: Keller, str. 36)

## Hilelovo učenje i povijesni značaj
»S pojavom Hilela vjerskim životom Židova zavladao je novi duh. On je postao velikim poticajem, time što je položio temelje širem i slobodnijem tumačenju primjene starih zakona. Dok je dosad u prednjem planu stajala autoritativna strogost zakona, Hilel naglasak stavlja na sistem tumačenja Zakona primjeren životu i mijeni vremena, a koji počiva na logičkom mišljenju.« Keller, 1970/1992:36) 

### "Zlatno pravilo" u etici
»Hilel je postao tvorcem uzvišenog i jednostavnog nauka, u kojem iznad svega postavlja ljubav spram bližnjega. Preokrenuvši stari biblijski zahtjev: "Ljubi bližnjega svoga kao samoga sebe!" (3 Moj. 19:18), odgovorio je nekom poganinu koji je želio prijeći na židovsku vjeru, te ga zamolio da u kratko iznese bit židovskog učenja: "Ono što tebi nije drago, ne čini drugome. U tome je sav zakon, a sve je ostalo puko objašnjenje. Idi i čini tako!"« (Keller, 1970/1992:37) (Navedeni citat nalazi se u Babilonskom Talmudu, Šabat 31a.) 
Hilel ističe Arona, velikog svećenika iz Mojsijevog doba, kao veliki uzor koji treba slijediti u njegovoj ljubavi prema miru, ljubavi prema čovjeku, i u njegovom vodstvu u poznavanju Zakona. (Abot I:12) Ljubav prema čovjek je za Hilela stožer židovskog nauka. Prema bližnjima treba iskazivati milosrđe i trpeljivost. Ne treba nikome suditi, dok nisi na njegovom mjestu. Treba biti skroman u ocjeni svojih moći suđenja i svojih vrlina: »Ne vjeruje sebi samom sve do dana smrti.«
Ljubav prema bližnjemu uključuje i razumijevanje za raznolike potrebe raznih pojedinaca, u čemu im treba pomoći. U Talmudu se navodi priča o čovjeku bogatoga porijekla, koji je osiromašio. Hilel ga je opskrbio jahaćim konjem i robom, kako ne bi bio lišen fizičke vježbe i posluge, na koje je bio navikao.
Drugo njegovo najpoznatije načelo glasi: »Ako nisam za sebe, tko će biti za mene? I ako sam samo za sebe, tko sam ja? I ako ne sada, kada?« (Pirkei Avot 1:14) Izraz "ako ne sada, kada?" odnosi se prvensteno na dužnost proučavanja Zakona, koja se ne smije odgađati zbog zaokupljenosti drugim poslovima.
»Zakon i obred predstavljaju za Hilela sredstvo ćudorednog usavršavanja, njegov nauk postavlja "dužnosti čovjeka spram bližnjega" u prvi plan.«  (Keller, 1970/1992:37) 

### Zapovijed učenja
Čvrsto je zastupao stav da je proučavanje Zakona najvažniji zadatak u životu Židova (muškarca), a ne samo svećenika i pismoznanaca. Jedna priča govori o tome kako je jednoga dana stajao na obali i promatrao ljude koji kreću na rad. "Koliko ćete danas zaraditi?", pitao je ljude. Jedan reče: "Jedan denarius", drugi: "Dva denariusa." "Što čete učiniti s novcem?", pitao ih je. "Opskrbit ćemo se potrepštinama za život." Tada im je rekao: "Ne biste li radije učinili Toru svojim vlasništvom, koje možete posjedovati kako ovdje, tako i u budućem svijetu?" 
O tom stavu govori grupa njegovih izreka: "Što više mesa, to više crva"; "Tko stekne Riječi Zakona, steći će život u svijetu koji dolazi."; "Tko stekne ime (tj. slavu), izgubit će ime; tko ne raste (u svojem znanju), opada; tko ne uči, vrijedan je smrti.«

### Odnos prema tijelesnosti
Iz doktrine da je čovjek stvoren na Božju sliku, Hilel izvodi i dužnost čovjeka da se stara o svojem tijelu. Govorio je: »Kao što u kazalištu ili cirkusu kipovi kraljeva moraju biti održavani čistim, o čemu brinu oni kojima su kipovi povjereni, tako je i čistoća tijela dužnost čovjeka, koji je stvoren na sliku svemoćnog vladara svijeta.« U judaizmu, suprotnost duše i tijela znatno je manje naglašena nego u kršćanstvu, gdje je "tijelo", nasuprot duhu, sinonim za griješnost: »Umom ja služim zakonu Božjemu, a tijelom zakonu grijeha« (Rimljanima, 7:25). Duša je za Hilela gost na ovome svijetu, prema kojem ima dužnost milosrđa. O tijelu treba na razuman način brinuti; židovstvo ne cijeni askezu.

### Obaveza sudjelovanja u zajednici
Ljubav prema bližnjem uključuje, uči Hilel, i dužnost čovjeka da se uklopi u zajednicu i da se od nje ne izdvaja. Po svojoj pojavi (odjeći, ponašanju isl.) ne smije se isticati; uvijek treba promatrati sebe kao dio cjeline. Nasuprot kršćanstvu, tradicija monaštva (osamljivanja, samostana) u židovstvu ne postoji.

### Ekonomske odredbe
Sinedrij pod njegovim vodstvom donio je i važne praktične odredbe. Najvažnija je uvođenje insticutije Prozbul(pροsßολή, koja usprkos odredbama Tore o opraštanju dugova u jubilarnoj godini (Ponovljeni Zakon, XV), osigurava otplatu dugovanja. Ta je odredba omogućila rast kredita, osiguravajući pozajmljivačima povrat. 

## Hilel i Šamaj
Veliku važnost imao je i Hilelov zamjenik u Sinedriju rabin Šamaj (treba ga razlikovati od gore spomenutog poglavara Sinedrija u doba prije Heroda, koji se zove Šamaja). On je zasnovao vlastitu školu, pa i njega Talmud često spominje. Mnoge pripovijesti govore o suprotnosti među njima; Hilel je bio uzor blagosti, dobrote i skromnosti, dok je Šamaj bio osoran i odbojan. Cijenili su ga međutim zbog velikog znanja i prodornog uma. Činjenica da je Šamaj priznao Hilelovo prvenstvo i do smrti s njim surađivao također je bila od bitnog značaja za uspjeh poduhvata kojeg Hilel utjelovljuje. 

### Nasljednici
Iz Hilelove škole proizašli su veliki ljudi, učenjaci duboko predani ne samo vjeri nego i narodu. U razdoblju poslije Hilelove smrti (oko 10. n.e.) pa do razaranja hrama u Jeruzalemu (70. n.e.) prevlast u Sinedriju, koji je u to doba službeno tijelo židovske autonomije s formalnim ovlaštenjima priznatim od Rima, imat će Šamajeva škola. Nakon nacionalne tragedije razaranja Jeruzalema i Hrama godine, rabinJohanan ben Zakaj okupit će farizejske rabine i učiniti ih pravim vođama Židova za sljedećih 2000 godina. U tome oni preuzimaju Hilelovu tradiciju, a odbacuju Šamajinu. 
Za Hilela i njegove nasljednike počinje se koristiti riječ nasi, koja je nekada označavala kneza, a sada dobiva značenje duhovnog vođe. Tako Hilel »postaje praocem nadolazeće dinastije patrijarha u Erec Izraelu.« (Keller, 1970/1992:37) Hilel je imao ključnu ulogu u zasnivanju tradicije rabinata, jedinstvenog slučaja u svjetskoj povijesti da su vođe jednog naroda intelektualci, a ne ratnici, plemići ili bogataši.

## Hilel, Pavao i Isus
Apostol Pavao (izvorno: Savao, Saul), koji za sebe samog kaže da je farizej (Djela apostolska 23:6) i spominje nekadašnju svoju gorljivost u proučavanju predaje otaca (Galaćanima, 1:14), bio je možda učenik Hilelovog unuka Gamaliela. Tako je i prije nego što se upoznao s Isusovim učenjem poznavao zlatno pravilo, tj. zapovijed ljubavi (Rimljanima, 13:8-10). Neki smatraju da je Hilelov odgovor prozelitu bio opće poznat u Izraelu, pa je utjecao i na Isusa.